# Lech Majewski (grafik)

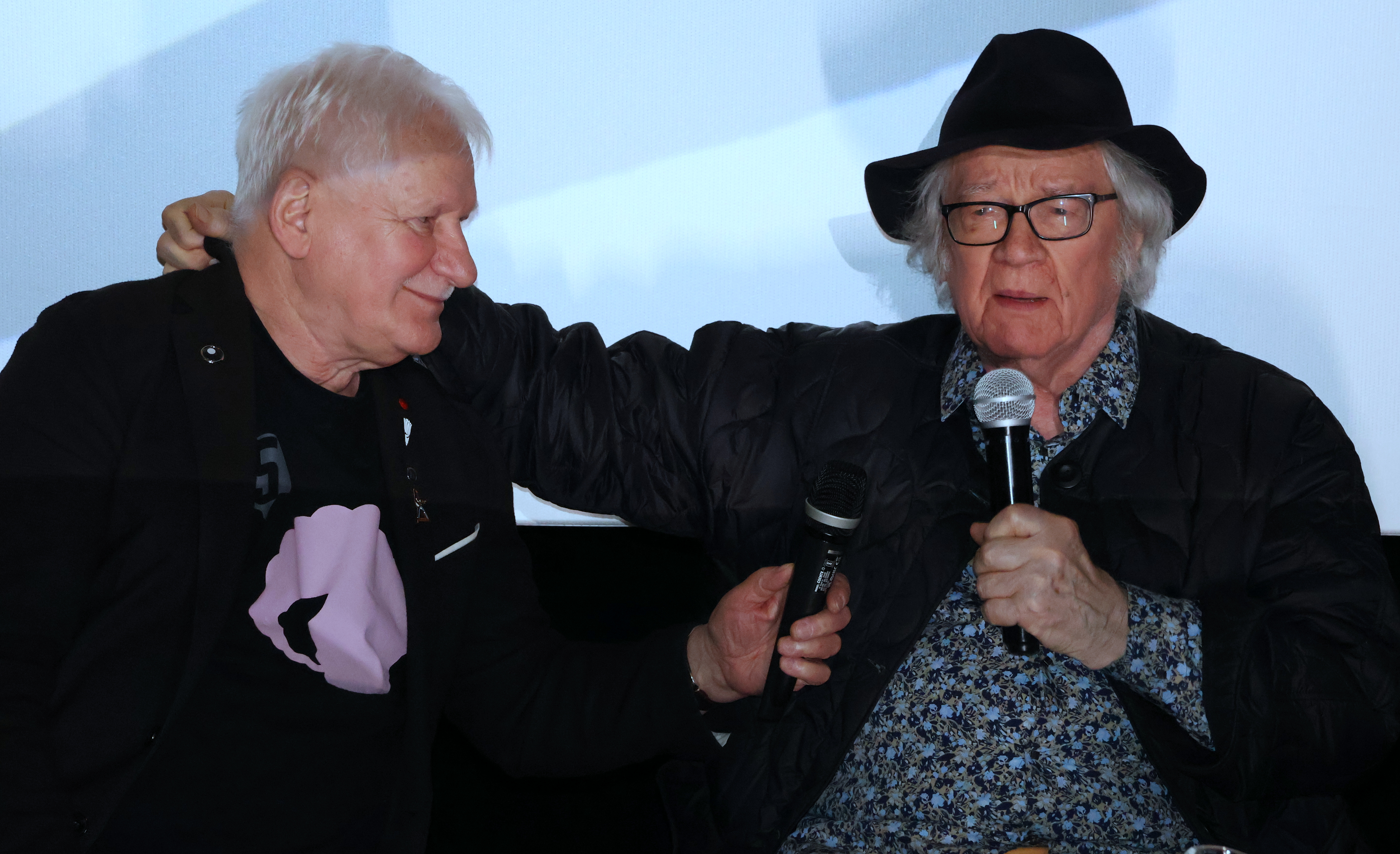
Lech Majewski z grafikiem i ilustratorem Józefem Wilkoniem - Warszawa, 19 marca 2025

Lech Majewski (ur. 23 lutego 1947 w Olsztynie) – polski grafik-plakacista, profesor zwyczajny, pracujący w Akademii Sztuk Pięknych w Warszawie.

## Życiorys
Uczył się w Państwowym Liceum Sztuk Plastycznych w Zamościu, które ukończył w 1966. Studiował na Wydziale Grafiki w warszawskiej Akademii Sztuk Pięknych. W 1972 przygotował pracę dyplomową pod kierunkiem profesora Henryka Tomaszewskiego.
W 1992 uzyskał tytuł profesora sztuk plastycznych. Prowadzi dyplomową Pracownię Grafiki Wydawniczej dla studentów trzeciego, czwartego i piątego roku ASP.
Jest jednym z twórców i opiekunów Międzynarodowego Biennale Plakatów w Warszawie.
Otrzymał tytuł doktora honoris causa Uniwersytetu J.E. Purkyne w Uściu nad Łabą w Czechach.
Jest laureatem Ladislav Sutnar Prize Uniwersytetu West Bohemia w Pilznie.

## Główne wystawy
- Biennale Plakatu Polskiego w Katowicach
- Międzynarodowe Biennale Plakatu w Warszawie
- International Trennale of Poster in Toyama (Japonia)
- Dublin Arts Festival (Irlandia)
- Colorado Poster Biennale (USA)
- Lahti Poster Biennale (Finlandia)
- International Poster Biennale in Finland
- Międzynarodowy Salo Plakatu w Paryżu (Francja)
- Międzynarodowe Biennale Grafiki Użytkowej w Brnie (Czechosłowacja)
- Wystawa Plakatu z Europy Wschodniej – Polski, Węgier, Czech w Grugldiasco k/Turynu (Włochy) i Chermignon (Francja)
- Festiwal Plakatu w Pecs (Węgry)
- Biennale Plakatu Teatralnego w Osnabruck (RFN)
- Wystawa Plakatów z okazji Międzynarodowej Konferencji Ekologicznej ECO'92 w Rio de Janeiro (Brazylia)
- Doroczne Wystawy „Najlepszy Plakat Warszawy, Festiwal Plakatu w Chaumont (Francja)
- Miesiąc Grafiki w Echirolle (Francja)
- Biennale Plakatu w Meksyku „Najpiękniejsza książka roku"
- Międzynarodowy konkurs na najlepszą okładkę roku[2]

## Wystawy indywidualne
1981 – Dom Artysty Plastyka – Warszawa
1984 – GALERIA PECS – Węgry
1987 – CLERMONT FERRAND – Francja
1989 – Ośrodek Kultury Polskiej w Pradze – Czechosłowacja
1990 – GRONINGEN – Holandia
1991 – GALERIA TAYSIKUU – Finlandia
1992 – WDK – Zamość
1992 – Hrubieszów
1994 – Rio de Janeiro – Brazylia
1994 – XALAPA – Meksyk
1995 – SION – Szwajcaria
1996 – Curitiba – Brazylia
1997 – Usti nad Łabą – Czechy
1999 – Rzeszów2000 – „Mois du Graphisme", Echirolles, Francja
2001 – „Plakrak” – Kraków
2001 – Galeria Hotel de Ville – Besançon – Francja
2001 – Galeria Universidad La Serena – Chile
2001 – Museo Bellas Artes, Vina del Mar – Chile
2001 – Galeria Universidad Diego Portales, Santiago – Chile
2002 – Galeria Bemowo – Warszawa
2003 – „PRAHA” – Dom Holenderski w Gdańsku
2003 – „PRAHA” – w Pradze – Czechy
2004 – „WIEN 2004”, Warsaw, Poland
2004 – Rzeszów – galeria teatru
2004 – Saigon, Wietnam
2004 – Phnom Penh, Kambodża
2004 – Galeria Plakatu i Grafiki, Warszawa
2004 – „Mois du Graphisme”, Grenoble, Francja
2005 – „Welcome Warsaw”, Bruksela, Belgia
2005 – „BMW – Buszewicz, Majewski, Wasilewski”, Brazylia
2015 – Pałac Sztuki, Kraków
2019 – Nowosądecka Mała Galeria

## Nagrody i wyróżnienia
• 1971 – II nagroda w Międzynarodowym Konkursie UNESCO na plakat „Świat godny nas” (z okazji 25-lecia UNESCO)
– II nagroda na Ogólnopolskim Konkursie na plakat poświęcony krwiodawstwu
• 1980 – wyróżnienie na Międzynarodowym Konkursie w Los Angeles na najlepszy plakat filmowy na świecie (zorganizowanym przez „The Hollywood Reporter”) za plakat filmowy „Gospodarz stadniny”
• 1981 – I nagroda (eliminacje polskie) w konkursie na plakat „II Specjalna Sesja ONZ Poświęcona Rozbrojeniu” (zorganizowanym przez ONZ)
• 1983 – na X Biennale Plakatu Polskiego w Katowicach:
– Grand Prix za plakat „Miesiąc Pamięci Narodowej”
– Srebrny Medal w grupie plakatów filmowych za plakat do filmu „Zapach psiej sierści”
– nagroda specjalna za plakat filmowy „Łańcuch”
• 1984 – Nagroda Specjalna na IX/X Międzynarodowym Biennale Plakatu w Warszawie za plakat „Miesiąc Pamięci Narodowej”
– I nagroda w konkursie na plakat „Wisła w sztuce współczesnej”
• 1985 – I nagroda w konkursie na plakat „Trzeźwość – Kultura – Bezpieczeństwo”
– I nagroda w konkursie na plakat przeciwpożarowy
• 1986 – Nagroda Prezesa Rady Ministrów za twórczość artystyczną dla dzieci i młodzieży (wspólnie z K. Sytą) za opracowanie podręcznika do matematyki dla kl. I, oraz nagroda Roku 1985 PTWK za ten podręcznik
• 1987 – I nagroda w konkursie na plakat „Międzynarodowy Konkurs Chopinowski”
– II nagroda na Drugim Międzynarodowym Salonie Plakatu w Paryżu za plakat „XIII Międzynarodowe Spotkania Wokalistów Jazzowych”
– Nagroda Specjalna na XII BPP w Katowicach za plakat filmowy „Uwaga żmije”
– I nagroda w konkursie Najlepszy Plakat Warszawy 1986 – w dziale plakatu filmowego za plakat „Historia posępnej góry”
– Nagroda PTWK za najpiękniejszą książkę 1986 roku
• 1989 – Nagroda PTWK za najlepszą książkę 1986 roku – podręcznik do języka polskiego dla kl. I „Litery”
– I nagroda w międzynarodowym konkursie na najlepsza okładkę do płyt (wspólnie z M. Buszewiczem) „Komeda” – Sopot'89
– Nagroda Specjalna na XIII BPP w Katowicach za plakat „XV Międzynarodowe Spotkania Wokalistów Jazzowych"
– wyróżnienie na BIP – Lipsk za podręcznik „Matematyka I” (wspólnie z K. Sytą)
• 1990 – III nagroda na XVIII Ogólnopolskim Przeglądzie Plakatu Muzealnego i Ochrony Zabytków w Przemyślu za plakat „200 lat Rewolucji Francuskiej”
– Nagroda Ministra Kultury Czech na XIV Biennale Grafiki Użytkowej za zestaw plakatów
• 1996–2006 – nagrody PTWK za najpiękniejsze książki roku
• 1999 – II nagroda na VII Międzynarodowym Biennale Plakatu Teatralnego w Rzeszowie
• 2000 – III nagroda na Międzynarodowym Trennale Plakatu w Trnavie
• 2000 – I nagroda na Festiwalu Plakatu Polskiego w Krakowie
• 2003 – dwie I-sze nagrody w Konkursie Vidical 2003 na najlepszy polski kalendarz – „Praga 2003”
• 2004 – I nagroda w Konkursie Vidical 2004 na najlepszy polski kalendarz – „Wiedeń 2004”
• 2021 – nagroda 100-lecia ZAiKS-u